# Medalla de Nésterov
La Medalla de Nésterov (en ruso: Медаль «Нестерова») es una condecoración estatal de la Federación de Rusia, nombrada en honor a Piotr Nikoláievich Nésterov, uno de los primeros pioneros de la aviación militar rusa y piloto de combate de la Primera Guerra Mundial y otorgada a los miembros de las Fuerza Aérea de Rusia.

## Historia
La Medalla de Nésterov se estableció para llenar un vacío en el sistema de premios de la Federación de Rusia después de la formación de una Fuerza Aérea de Rusia independiente. Es el equivalente en aviación de la Medalla naval de Ushakov y la Medalla de Suvórov para las tropas terrestres.
La medalla fue establecida el 2 de marzo de 1994 por el Decreto Presidencial n.º 442 y otorgado por primera vez al año siguiente. Su estatuto fue reformado en dos oportunidades, por los decretos presidenciales N.º 19 del 6 de enero de 1999, y N.º 1099 del 7 de septiembre de 2010, que reordenó por completo el sistema de distinciones y condecoraciones de la Federación de Rusia.

## Estatuto de concesión
La Medalla de Nésterov se otorga a los soldados de la Fuerza Aérea, de otras armas aéreas de las Fuerzas Armadas de la Federación de Rusia, del Servicio Federal de Seguridad y a las tropas del Ministerio del Interior de Rusia, a tripulaciones aéreas de la aviación civil y de la industria de la aviación, por:
- La valentía y el coraje personal mostrados en la defensa de la Patria y los intereses estatales de la Federación de Rusia, durante el desempeño de tareas de combate, en ejercicios y maniobras;
- Desempeño excelente en entrenamiento de combate y en el mantenimiento de la preparación de activos aéreos,
- Mérito especial en el desarrollo, operación y mantenimiento de aeronaves, excelencia profesional en habilidades de pilotaje,
- Desempeño excelente en entrenamiento de combate y entrenamiento de combate aéreo

La Medalla se lleva en el lado izquierdo del pecho y, en presencia de otras órdenes y medallas de la Federación de Rusia, se colocaba después de la Medalla de Zhúkov.
Cada medalla se entrega con un pequeño certificado de premio, este certificado se presentaba en forma de una pequeña libreta de unos 8 cm por 11 cm con el nombre del premio, los datos del destinatario y un sello oficial y una firma en el interior.

## Descripción

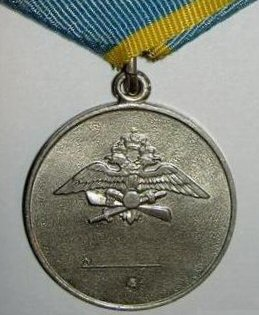
Reverso de la Medalla de Nésterov

Es una medalla de plata circular de 32 mm de diámetro con un borde elevado por ambos lados.
En el anverso está el busto mirando hacia el frente de Piotr Nésterov en uniforme militar con túnica, gorra con visera y medallas, sobre dos ramas de laurel. Sobre su cabeza, la inscripción en relieve «PETER NESTEROV» (en ruso: «ПЕТР НЕСТЕРОВ»). En el reverso, en la mitad superior, un águila bicéfala triple coronada con las alas extendidas horizontalmente agarrando en sus garras una hélice que cruza una espada debajo de una granada en llamas. En la mitad inferior, una letra "N" con una línea horizontal reservada para el número de serie del premio. Debajo de la línea, la marca del fabricante.
La medalla está conectada con un ojal y un anillo a un bloque pentagonal cubierto con una cinta de muaré de seda azul superpuesta de 24 mm de ancho con franjas amarillas de 3 mm en los bordes.

## Personas condecoradas
- Número de personas condecoradas con la Medalla de Pushkin hasta 2021:[6]

| 1995 | 1996 | 1997 | 1998 | 1999 | 2000 | 2001 | 2002 | 2003 | 2004 | 2005 | 2006 | 2007 | 2008 | 2009 | 2010 | 2011 | 2012 | 2013 | 2014 | 2015 | 2016 | 2017 | 2018 | 2019 | 2020 | 2021 | Total |
| ---- | ---- | ---- | ---- | ---- | ---- | ---- | ---- | ---- | ---- | ---- | ---- | ---- | ---- | ---- | ---- | ---- | ---- | ---- | ---- | ---- | ---- | ---- | ---- | ---- | ---- | ---- | ----- |
| 14   | 33   | 8    | 15   | 10   | 6    | 3    | 10   | 12   | 10   | 2    | 5    | 2    | 4    | 5    | 2    | 5    | 2    | 1    | 1    | 3    | 22   | 3    | 1    | 8    | 0    | 11   | 199   |